# Ostabat-Asme
Ostabat-Asme is een gemeente in het Franse departement Pyrénées-Atlantiques (regio Nouvelle-Aquitaine) en telt 229 inwoners (1999). De plaats maakt deel uit van het arrondissement Bayonne.

## Geografie
De oppervlakte van Ostabat-Asme bedraagt 15,6 km², de bevolkingsdichtheid is 14,7 inwoners per km². Ostabat ligt al in het gebied van Baskenland. Dit kleine boerendorpje vormt het knooppunt van de noordelijke en oostelijke pelgrimsroutes naar Santiago de Compostella. De route uit het oosten komt van Le Puy en brengt o.a. de wandelaars uit Italië. Vanuit het noorden komen ook twee routes aan in Ostabat. Vanaf dit dorp gaat de route als één wandelpad verder over de Pyreneeën.
De onderstaande kaart toont de ligging van Ostabat-Asme met de belangrijkste infrastructuur en aangrenzende gemeenten.

## Demografie
De figuur toont het verloop van het inwonertal (bron: INSEE-tellingen).